# Orde van de Ster van Ethiopië

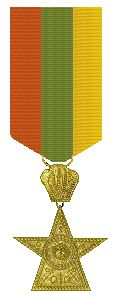
Ridderkruis

De Orde van de Ster van Ethiopië werd in 1879 door de Negus Menelik van Shoa, later Keizer of Negus Negesti Menelik II van Ethiopië ingesteld. Deze orde, de oudste van de Ethiopische ridderorden, kreeg de in het internationale protocol gebruikelijke vijf graden. Het versiersel is een niet geëmailleerd gouden gouden ster met vijf punten en een brede voet of acht punten. Het grootkruis en de ster kregen de vorm van een medaillon met 20 afwisselend grote en kleine gouden punten rond de ring. In het hart van de versierselen staan afhankelijk van de rang zonnetjes, rode stenen, een cirkel van briljantjes of filigraanwerk met kruisen.
Boven de kleinodiën zijn verhogingen in de vorm van een Ethiopische kroon van filigraanwerk aangebracht, daarmee is het kleinood aan het rood-groen-gele lint bevestigd.
De ster van deze orde  is een opengewerkt rond medaillon van goud of verguld zilver met een bewerkte rand waarbinnen krullen een centraal geplaatst kruis omsluiten. In de krullen zijn vier identieke kruisen binnen gouden ringen geplaatst.
De versierselen hebben de charme van het ambachtelijke Ethiopische goudsmeedwerk bewaard, het gaat niet om identieke serieproducten uit fabrieken van ridderorden zoals Europeanen gewend zijn. De kruisen en sterren verschillen op details dan ook onderling van vorm.

## De graden
- Ridder Grootkruis, de dragers mochten naar Brits voorbeeld de letters "GCSE" achter hun naam voeren.

De Ridders Grootkruis droegen een gouden kleinood, gelijk aan de ster van de orde, aan een breed lint over de rechterschouder. De kroon waarmee het grootkruis aan de strik op de linkerheup is vastgemaakt is groter en rijker bewerkt dan bij de verhogingen boven de kleinoden van de lagere graden het geval is. Op de linkerborst wordt de gouden ster van de orde gedragen.
- Ridder Grootofficier, de dragers mochten de letters "GOS" achter hun naam voeren.
- Ridder Commandeur, de Ridders Commandeur dragen een kleinood in de vorm van een rond schild met acht driehoekige stralen aan een lint om de hals. De dragers mochten de letters "CSE" achter hun naam voeren. Op het schild is een kleine cirkel van briljantjes aangebracht.
- Ridder Officier, de dragers mochten de letters "OSE" achter hun naam voeren.

De Ridders Officier dragen een gouden kleinood met in het midden een rode steen aan een lint met daarop een rozet op de linkerborst. Het kleinood is, op de rode steen na, gelijk aan dat van de ridders, maar soms is de kroon veel rijker bewerkt en van filigraanversieringen voorzien. 
- Ridder, de dragers mochten de letters "KSE" achter hun naam voeren.

De Ridders dragen een gouden kleinood aan een lint op de linkerborst.
De orde werd vaak toegekend, de Egyptische kedive Abbas II was een van de Grootkruisen.

## Gedecoreerde
- Kenneth Arthur Noel Anderson, (Engelse generaal), (Ridder Grootkruis)